# The Boxing Cats

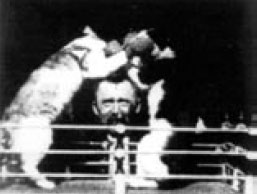
cena do filme Boxing Cats

The Boxing Cats, também conhecido como The Boxing Cats (Prof. Welton's), é um filme mudo estadunidense de curta metragem em preto e branco lançado em 1894, produzido por William K.L. Dickson e dirigido por Dickson e William Heise. Foi filmado por meio do Cinetógrafo de Edison, em aproximadamente 48 quadros por segundo.

## Sinopse
O filme apresenta dois gatos reais usando luvas e lutando em um ringue, manipulados por Henry Welton. O número fazia parte do "Cat Circus" de Welton, que percorreu os Estados Unidos antes e depois de aparecer no filme. As performances do show incluíam gatos montando pequenas bicicletas e fazendo saudações, com a disputa de boxe sendo o ponto principal.

## Situação atual
Existem cópias na Gordon Hendricks Collection, da Biblioteca do Congresso dos Estados Unidos. Além disso,  o filme pode ser livremente visto na Internet, uma vez que, pela data de produção, encontra-se em Domínio Público.

## Elenco
- Henry Welton ... Ele mesmo